# 耶寧聚居地 (阿拉巴馬州)
耶寧聚居地（英語：Yelling Settlement）是一個位於美國阿拉巴馬州鮑德溫縣的非建制地區。該地的面積和人口皆未知。

## 地理
耶寧聚居地的座標為30°37′20″N 87°50′11″W / 30.622222°N 87.836369°W，而該地最高點為海拔高度44米（即144英尺）。